# Italochrysa burgeoni
Italochrysa burgeoni är en insektsart som först beskrevs av Luisa Eugenia Navas 1924.  Italochrysa burgeoni ingår i släktet Italochrysa och familjen guldögonsländor. Inga underarter finns listade i Catalogue of Life.